# Sabero
Sabero is een gemeente in de Spaanse provincie León in de regio Castilië en León met een oppervlakte van 24,94 km². Sabero telt 1.212 inwoners (1 januari 2016).